# تپه هلم سر
تپه هلم سر مربوط به دوران پیش از تاریخ ایران باستان است و در شهرستان نکا، روستای هلم سر، شرق رودخانه نکا واقع شده است،  این اثر در تاریخ ۲۵ اسفند ۱۳۸۰ با شمارهٔ ثبت ۵۴۱۷ به‌عنوان یکی از آثار ملی ایران به ثبت رسیده است.